# 림뷔르흐
림뷔르흐(네덜란드어: Limburg)는 네덜란드와 벨기에에 걸친 지역이다. 현재는 다음의 두 주로 나뉘어 있다.
- 림뷔르흐주 (네덜란드)
- 림뷔르흐주 (벨기에)

## 역사
림뷔르흐라는 이름은 같은 이름의 마을에서 유래했다. 현재 네덜란드령 림뷔르흐 남쪽의 공국이었으며, 일부는 벨기에의 리에주의 일부였다.
1814년 벨기에, 룩셈부르크, 네덜란드는 네덜란드 연합 왕국으로 독립하였다. 1830년을 전후해 남부의 프랑스계 가톨릭 벨기에인들이 주로 칼뱅주의적이었던 북부의 네덜란드로부터 분할해 나온 뒤로 림뷔르흐는 벨기에령으로 들어갔다. 1839년 림뷔르흐는 네덜란드령과 벨기에령으로 나뉘었으며, 벨기에령에서는 플랑드르(플란데런) 지방에 속하게 되었다.
현재 림뷔르흐주의 이름이 기원한 마을 랭부르(프랑스어: Limbourg)는 왈롱 지방의 리에주주에 속해 있어 네덜란드령과 벨기에령의 플랑드르 지방과는 더 이상 관련이 없으며, 현재 림뷔르흐로 포함된 많은 지역은 과거의 림뷔르흐 공국과의 연관 관계가 없다.

## 언어
림뷔르흐는 플랑드르와 네덜란드 내에 위치해 있기 때문에 공용어는 네덜란드어로 되어 있으나 림뷔르흐어 방언들이 전역에서 사용되고 있다. 림뷔르흐어는 종종 네덜란드어의 방언으로 분류되기도 하지만 유럽 연합의 결정에 따라 언어의 지위를 부여받았다. 현재 네덜란드에서는 유럽연합 지역어 및 소수민족 언어 헌장 2조에 따라 보호받고 있다.